# Renaissances médiévales
Vous lisez un « bon article » labellisé en 2008.
Les renaissances médiévales sont des périodes du Moyen Âge occidental qui se caractérisent par un renouveau culturel significatif à l'échelle européenne.
On recense essentiellement trois phases de renaissances médiévales, connues sous le nom de renaissance carolingienne (VIIIe siècle et IXe siècle), de renaissance ottonienne (Xe siècle) et de renaissance du XIIe siècle.
Le terme est utilisé par de nombreux médiévistes depuis le XIXe siècle, par analogie avec le concept historiographique de renaissance. Novateur car en rupture avec la vision d'un Moyen Âge obscurantiste dominant l'historiographie du XIXe siècle, le concept fait toujours l'objet de nombreux débats et de critiques, qui portent en particulier sur l'ampleur des mouvements de renouveau, et sur la pertinence du rapprochement avec la césure traditionnelle que constitue la Renaissance du XVIe siècle.

## Histoire du concept

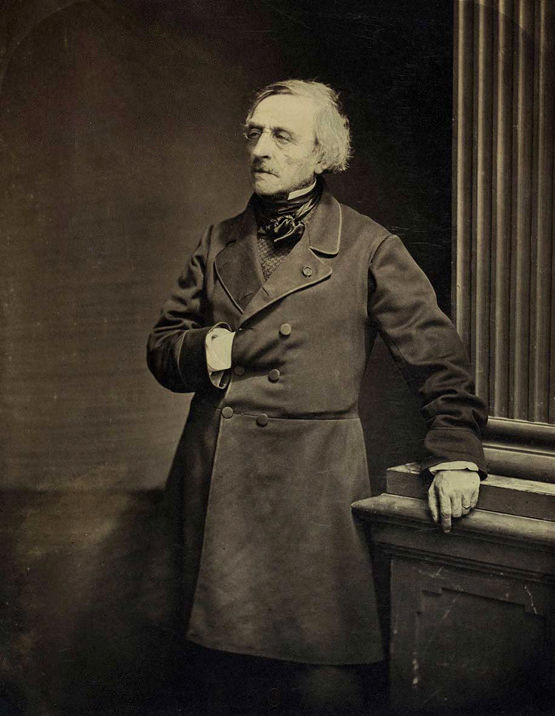
Jean-Jacques Ampère est le premier à parler de renaissances au Moyen Âge.

L'utilisation du terme de « renaissance » en histoire médiévale apparaît au XIXe siècle avec la naissance des études médiévales. C'est Jean-Jacques Ampère qui en fait le premier l'usage dans les années 1830, évoquant une renaissance carolingienne et une renaissance du XIIe siècle. Ampère va en cela à l'encontre de la vision alors dominante du Moyen Âge comme période culturellement rétrograde, reprise notamment par Jules Michelet. Mais le concept évoqué par Ampère (plus philologue qu'historien) bien que parfois réutilisé par d'autres auteurs du XIXe siècle n'est repris, pour caractériser un moment précis de l'histoire culturelle du Moyen Âge, que par les historiens du XXe siècle, à partir des années 1920.
Erna Patzelt reprend le concept en 1924 pour l'époque carolingienne, Hans Naumann l'utilise en 1927 pour l'époque ottonienne et Charles H. Haskins publie en 1927 son ouvrage le plus remarqué : The Renaissance of the Twelfth Century. Trois renaissances médiévales sont désormais identifiées, aux
VIIIe, Xe et XIIe siècles.
Les termes de renaissance carolingienne, de renaissance ottonienne et de renaissance du XIIe siècle sont à clairement dissocier du travail de certains historiens, comme Jacob Burckhardt, qui recherchent les racines médiévales de la Renaissance (celle du XVIe siècle). Le concept de renaissances médiévales se réfère évidemment à elle, mais tente d'appliquer à d'autres périodes l'idée d'un processus de renouveau culturel, et de souligner leurs traits communs, notamment l'influence des textes de l'Antiquité classique et de leur étude. En cela, il ne s'agit clairement pas de « pré-Renaissances » (terme plus adapté au Trecento italien).
Au-delà des trois périodes considérées, le terme de renaissance a par la suite connu un succès remarquable chez de nombreux médiévistes à propos de diverses époques : renaissance vandale en Afrique au Ve siècle, renaissance isidorienne pour le VIIe siècle espagnol, renaissance northumbrienne au VIIIe siècle, et autres déclinaisons. On en trouve également l'usage dans l'histoire de l'Antiquité tardive avec l'idée de renaissance constantinienne, ou dans l'histoire de l'Empire byzantin, notamment pour la période macédonienne. Une multiplication de renaissances qui est également le signe de la permanence des références antiques tout au long du Moyen Âge.

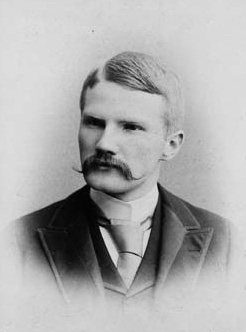
Charles H. Haskins publie The Renaissance of the Twelfth Century en 1927.

Il convient cependant de modérer les comparaisons entre les différentes périodes de renaissance au Moyen Âge, et la renaissance du XVIe siècle. Les renaissances médiévales sont en effet commentées par des historiens spécialisés dans l'histoire de la culture, de l'éducation et du monde intellectuel au Moyen Âge. Elles ne sont donc pas présentées comme des périodes d'essor généralisé et cohérent de l'Occident médiéval — seule la renaissance du XIIe siècle semble recouvrir une période de grande transformation économique et sociale de l'Occident. Par ailleurs, les phénomènes décrits ne partagent pas le développement très sécularisé de l'humanisme du XVIe siècle. Le terme de renaissance n'ayant pas d'équivalent latin, on peut le rapprocher de l'idée de renovatio culturelle courante dans les périodes considérées, mais on ne peut pour autant le dissocier au Moyen Âge d'une autre idée, celle de la reformatio de l'Église et de la société chrétienne. Les renaissances médiévales doivent donc être replacées dans ce mouvement continu de mutation religieuse. Enfin, les renaissances médiévales, qui voient l'une après l'autre le renforcement des structures scolaires et du monde des écoles monastiques et épiscopales, se distinguent en cela de la Renaissance du XVIe siècle, pour laquelle on observe la rupture entre la science et l'enseignement.

## Les périodes médiévales de renaissance

### Des renaissances avant Charlemagne?
Avant même Charlemagne, le développement d'écoles monastiques et épiscopales en Occident, long processus entamé dès le VIe siècle, aboutit à des périodes de réel dynamisme pour certains foyers culturels. De là viennent les appellations « renaissance isidorienne » pour l'Espagne wisigothique ou de « renaissance northumbrienne » ou plus largement anglo-saxonne à l'époque de Bède le Vénérable ; le terme renaissance pourrait aussi être utilisé en Italie ou en Gaule au VIIIe siècle. Pierre Riché n'hésite pas à regrouper ces différentes renaissances, ou ces renouveaux divers, en un seul et même mouvement presque simultané, « prodrome du grand renouveau carolingien », dont l'apogée se situerait entre 680 et 700.
Doit-on alors parler de renaissances isolées, ou des prémices de la renaissance carolingienne ? Concernant la renaissance isidorienne, par exemple, certaines limites importantes apparaissent. En fait d'isidorienne, d'abord, Isidore de Séville paraît bien isolé alors que Saragosse et par la suite Tolède deviennent les principaux centres d'études wisigothiques, et que le sud de l'Espagne se voit menacé par les Arabes. De plus, la culture humaniste d'un Isidore, mêlant références chrétiennes et inspirations antiques païennes, reste l'apanage d'une élite minoritaire. Enfin, la connaissance du grec et de l'hébreu, indispensable pour l'interprétation de la Bible, est très faible dans toute l'Espagne malgré la forte présence byzantine et juive.
L'exemple anglo-saxon est peut-être encore plus révélateur de certaines limites. Les acteurs de la « renaissance northumbrienne » comme Aldhelm et Bède sont en effet particulièrement hostiles à la culture classique et aux arts libéraux, centrant leur enseignement sur l'étude de la Bible, et rejetant notamment la rhétorique et la dialectique, considérées comme des armes redoutables entre les mains des hérétiques. Peut-on dès lors parler de renaissance à part entière ? L'influence du mouvement reste limitée, sur le clergé anglais comme sur les laïcs.
Enfin, la poursuite de cet essor dans la Gaule du VIIIe siècle semble surtout préparer le renouveau carolingien. C'est à cette époque, en effet, qu'un élément majeur entre en jeu : la volonté réformatrice du pouvoir politique, qui rencontre la culture monastique désormais étendue à l'Occident.

### La renaissance carolingienne
Ce long essor scolaire est essentiel en ce qu'il permet la renaissance carolingienne, caractérisée avant tout par un renouveau des écoles qui s'étend de la fin du VIIIe siècle au début du IXe siècle. Les efforts des siècles précédents sont parachevés grâce à la volonté de Charlemagne, exprimée par l'Admonitio generalis de 789. Le chapitre 72 de celle-ci est consacré à l'école et recommande l'ouverture d'une école dans chaque monastère et dans chaque évêché, afin d'enseigner aux enfants « les Psaumes, les notes, le chant, le calcul, la grammaire » ; c'est-à-dire à lire, à écrire, à compter et à chanter, la grammaire latine étant un complément indispensable à l'approfondissement des études religieuses, tandis que les « notes » sont un équivalent de sténographie utile aux futurs notaires. L'engagement de Charlemagne pour l'enseignement est constant : Charlemagne encourage également la création d'écoles rurales, ce que l'évêque d'Orléans Théodulf met en œuvre. Le roi insiste sur le progrès de l'enseignement tout au long de son règne et sa politique est poursuivie par Louis le Pieux, ce qui permet la pleine activité de centres d'études pour la plupart déjà actifs au milieu du VIIIe siècle.

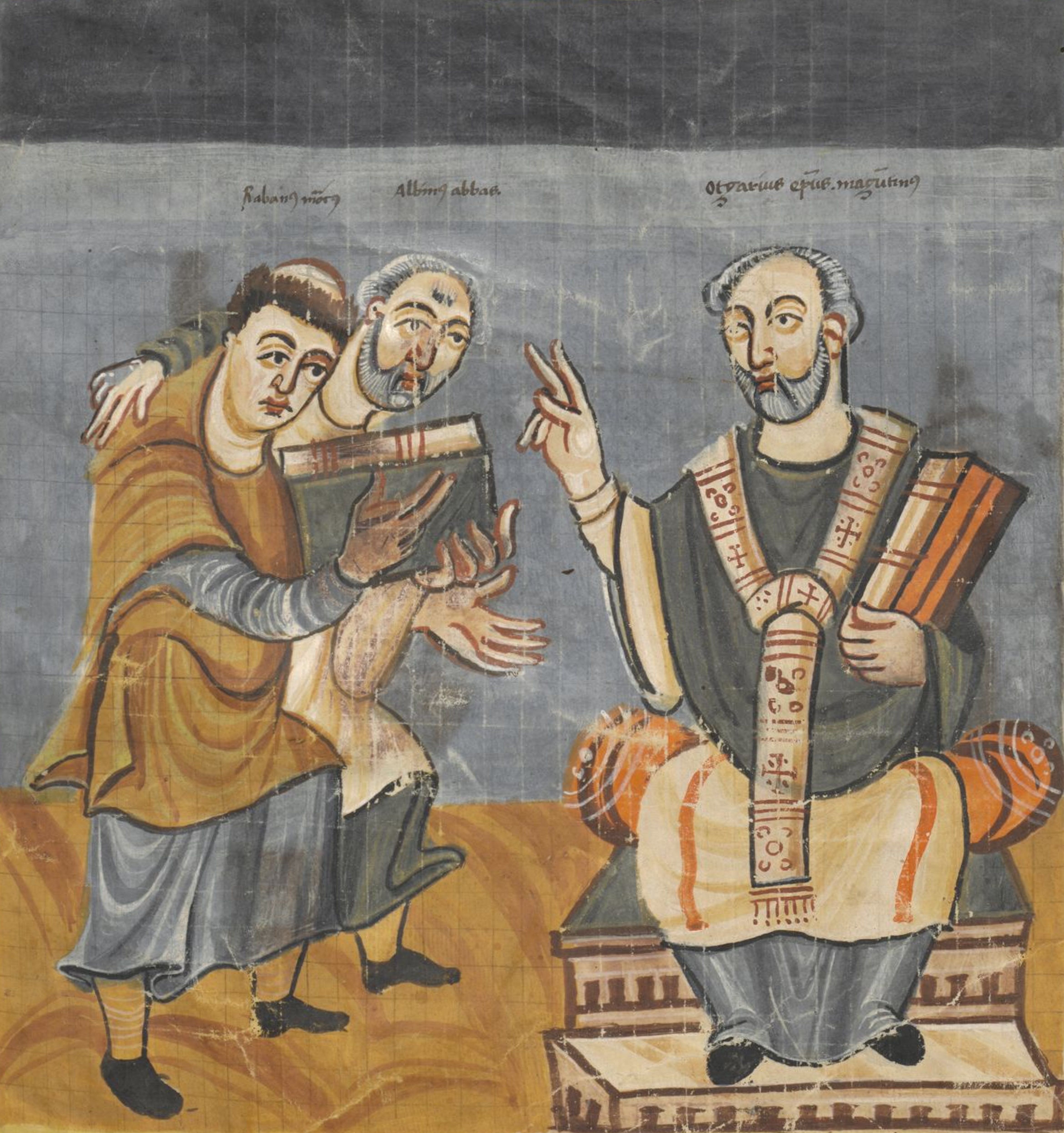
Raban Maur (gauche), soutenu par Alcuin (milieu), dédicace son œuvre à l'archevêque Otgar de Mayence (droite).

L'autre aspect majeur de la renaissance carolingienne est l'activité culturelle de la cour, grâce aux lettrés réunis à l'initiative de Charles, dont le goût pour les lettres est remarqué, et par ses successeurs. Parmi ces lettrés, les principaux sont Pierre de Pise, Alcuin, Eginhard, Raban Maur, ou plus tard Jean Scot Erigène. C'est la fameuse « école du palais », que Charlemagne aurait visitée pour en récompenser les élèves selon une description largement fictive de Notker. Il s'agit en réalité plus d'un petit groupe élitiste de lettrés, véritable « Académie palatine » comme l'appelle Alcuin. L'influence de ce petit groupe sur la renaissance et sur l'activité d'enseignement est notable, notamment par la promotion des arts libéraux dont Alcuin est l'artisan. Enfin, cette activité de la cour s'exprime aussi à travers les réalisations de l'art carolingien, livres luxueux rédigés en minuscule caroline, objets d'art, et réalisations architecturales dont la plus représentative demeure la chapelle d'Aix.
Le bilan positif de la renaissance carolingienne est déjà souligné par ses contemporains. Le rôle de Charlemagne est rappelé par Alcuin mais aussi par Héric d'Auxerre et Loup de Ferrières. Le renouveau scolaire n'est pas anodin : grâce à lui sont sauvegardés de nombreux textes de l'Antiquité et, sans ces efforts, les écrits de Virgile, Horace, Térence, Quintilien, Sénèque, Cicéron et autres auraient pu connaître un sort bien plus incertain. Le renouveau de la langue latine elle-même doit tout aux efforts de Charlemagne.
Cette renaissance a toutefois des limites. Le bilan scolaire reste en effet marqué par un grave échec : le concile d'Aix de 817, sous la présidence de Louis le Pieux et Benoît d'Aniane, décide en effet de réserver les écoles monastiques aux oblats se destinant à devenir moines, et permet en contrepartie aux laïcs l'ouverture d'écoles externes : dans la pratique, seules de grandes abbayes comme Saint-Gall purent maintenir une double école. Jacques Le Goff émet des critiques parmi les plus sévères à ce sujet. Il rappelle par ailleurs que la période carolingienne n'a pas les traits quantitatifs d'une renaissance, l'enseignement se fermant de plus en plus à la majorité des enfants, notamment aux ruraux. De plus, la magnificence des manuscrits de l'époque, symbolisée par la minuscule caroline, en fait, explique-t-il, des objets de luxe plus que des outils d'étude. D'autres historiens étendent d'ailleurs cette réflexion à la langue latine qui, restaurée parmi l'élite, se ferme définitivement au peuple, véritable « drame de la Renaissance carolingienne ».
Sur la culture de la cour, enfin, Le Goff la décrit de manière très critique comme :

« (…) celle des rois barbares, d'un Théodoric ou d'un Sisebut. Elle se réduit souvent aux jeux puérils qui séduisent les Barbares. Prouesses verbales, devinettes, « colles » scientifiques, elle est voisine de nos jeux radiophoniques et de la page de récréations de magazines. L'Académie royale ne dépasse pas le divertissement de société, de cénacle provincial autour du prince qu'on s'amuse à appeler tantôt David, tantôt Homère. L'empereur qui sait lire — ce qui est beaucoup pour un laïc — mais non écrire, s'y amuse comme un enfant en se faisant fabriquer un alphabet de grosses lettres qu'il cherche à déchiffrer la nuit en les tâtant avec ses doigts sous l'oreiller. L'enthousiasme pour l'Antiquité se limite souvent à la retrouver chez Cassiodore et Isidore de Séville. »

Ces limites, Le Goff les attribue, en se référant à l'historien polonais Aleksander Gieysztor, au groupe social réduit et fermé que constitue la cour carolingienne, dont les besoins culturels se réduisent à l'amusement d'un petit groupe de fonctionnaires.

### La renaissance ottonienne

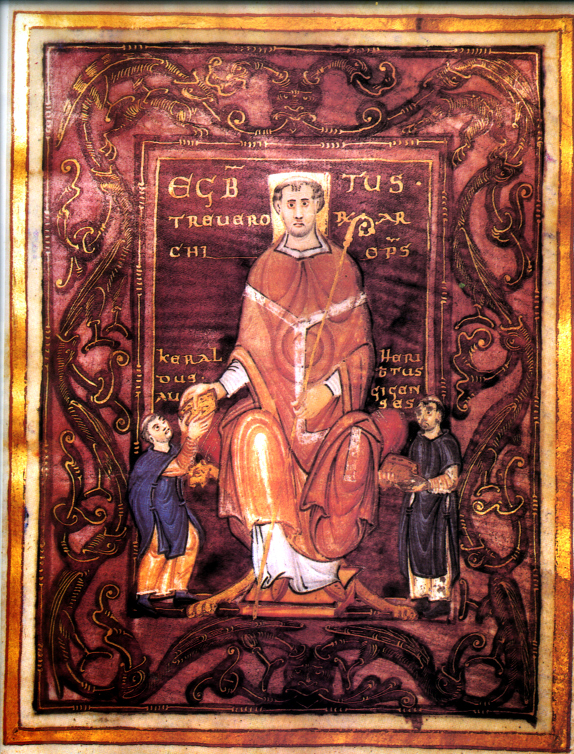
Le Codex Egberti, sans doute composé à Reichenau et dédié à Egbert de Trèves, ici représenté.

L'Empire carolingien disparu, une nouvelle période de renouveau s'ouvre cependant : la « renaissance ottonienne », également dite du Xe siècle, voire de l'an mil. Les rois de Germanie, Otton Ier, Otton II et Otton III jouent en effet un rôle majeur en protégeant les lettrés à l'imitation des Carolingiens. Une figure surtout domine l'entourage royal : Gerbert d'Aurillac, écolâtre de Reims et futur pape de l'an mil, dont l'enseignement, marqué par la rhétorique et les poètes païens, est décrit par son élève Richer. À la même époque précisément, en Francie, Abbon, écolâtre de Fleury et proche de Robert II, laisse une œuvre abondante décrite par son biographe Aimoin de Fleury.
Dans le même temps l'activité des principaux centres intellectuels se poursuit, notamment à Saint-Gall (de Ekkehard Ier à Ekkehard II) et Reichenau (sous Witigowo), ou dans certains évêchés comme Trèves (sous Egbert), Cologne (sous Brunon, frère d'Otton Ier), Liège (sous Rathier), Mayence (sous Guillaume, fils d'Otton Ier) ou encore Hildesheim (sous Bernard, ancien précepteur d'Otton III).
En Francie, en plus de Fleury avec Abbon et Reims avec Gerbert, Chartres devient un lieu renommé au début du XIe siècle grâce à l'enseignement de Fulbert. L'Angleterre n'est pas en reste sous le règne d'Æthelstan et de ses successeurs, grâce à Dunstan de Cantorbéry, Oswald de Worcester et Æthelwold de Winchester, tandis que les contributions méditerranéennes sont plus faibles, que ce soit en Espagne, soumise aux influences barbares ou en Italie — malgré la réputation de Bobbio (dont Gerbert fut un temps abbé) et de sa bibliothèque, malgré également les transformations de Rome sous Léon.
Le renouveau ottonien est cependant limité, notamment en comparaison avec les temps carolingiens. Pierre Riché préfère parler de « Troisième renaissance carolingienne » couvrant le Xe siècle et débordant sur le XIe siècle, les deux premières étant celle du règne de Charlemagne proprement dit, et celle de ses successeurs. Cette analyse voit dans l'activité culturelle de la période ottonienne une survivance des temps carolingiens plus qu'une véritable renaissance.

### La renaissance duXIIesiècle
Le XIIe siècle est probablement la période médiévale la plus à même de se voir appliquer, à la suite de Charles H. Haskins, le concept de renaissance. Car l'étroitesse des milieux concernés par les renouveaux carolingien et ottonien, soulevée par de nombreux historiens, n'est cette fois plus de mise : le XIIe siècle est bel et bien un temps de mutations profondes, dans tout l'Occident, dans le monde culturel, considéré à travers les institutions scolaires, les idées et les acteurs. Les seules critiques sur la pertinence de l'emploi du terme de « renaissance » portent cette fois-ci sur ce qui pourra paraître un détail : les hommes du XIIe siècle, acteurs d'un renouveau incontestable des études et de la culture classique, ne semblent en effet pas avoir eu comme ceux du XVe siècle et du XVIe siècle le sentiment de rompre avec une longue période d'obscurité les séparant du monde antique. Une différence liée au fort sentiment de continuité avec ce monde toujours vivant, et qui peut faire préférer l'évocation d'une renovatio : l'expression de « renaissance du XIIe siècle » s'impose toutefois nettement dans l'historiographie, grâce à Haskins dès 1927, puis rapidement grâce à trois dominicains canadiens, Gérard Paré, Adrien Brunet et Pierre Tremblay auteurs en 1933 d'un livre devenu également un classique. Le succès du terme se confirme dans l'après-guerre.
On fait aujourd'hui débuter la renaissance du XIIe siècle dès les années 1060-1070, qui en présentent plus que des prodromes, ce qui établit une certaine continuité avec la renaissance ottonienne, bien qu'une véritable crise des écoles et de l'enseignement classique soit constatée au XIe siècle. De fait, le renouveau culturel du XIIe siècle est à replacer dans plusieurs temps longs qui le conditionnent et le favorisent : l'essor économique entamé dès le Xe siècle — et particulièrement l'essor urbain — ; la stabilisation politique de l'Occident, véritable « renaissance de l'État » — et la mobilité géographique accrue qui en découle — ; la réforme de l'Église entamée au XIe siècle et dite « grégorienne ».
Autre source de cette renaissance : la grande vogue des traductions. À Tolède sous les archevêques Raymond et Jean, Gérard de Crémone anime un groupe de traducteurs juifs, mozarabes et musulmans qui permettent la transmission en Occident des œuvres d'Aristote, d'Euclide, de Ptolémée, ainsi que d'Avicenne ou encore Al-Khawarizmi. À Montpellier ou au Mont-Cassin (sous Constantin l'Africain), ce sont les ouvrages médicaux qui font l'objet de l'attention des traducteurs. Palerme est un autre centre de traduction, notamment grâce à Henri Aristippe, traducteur notamment de Platon, Aristote, Ptolémée, Euclide.

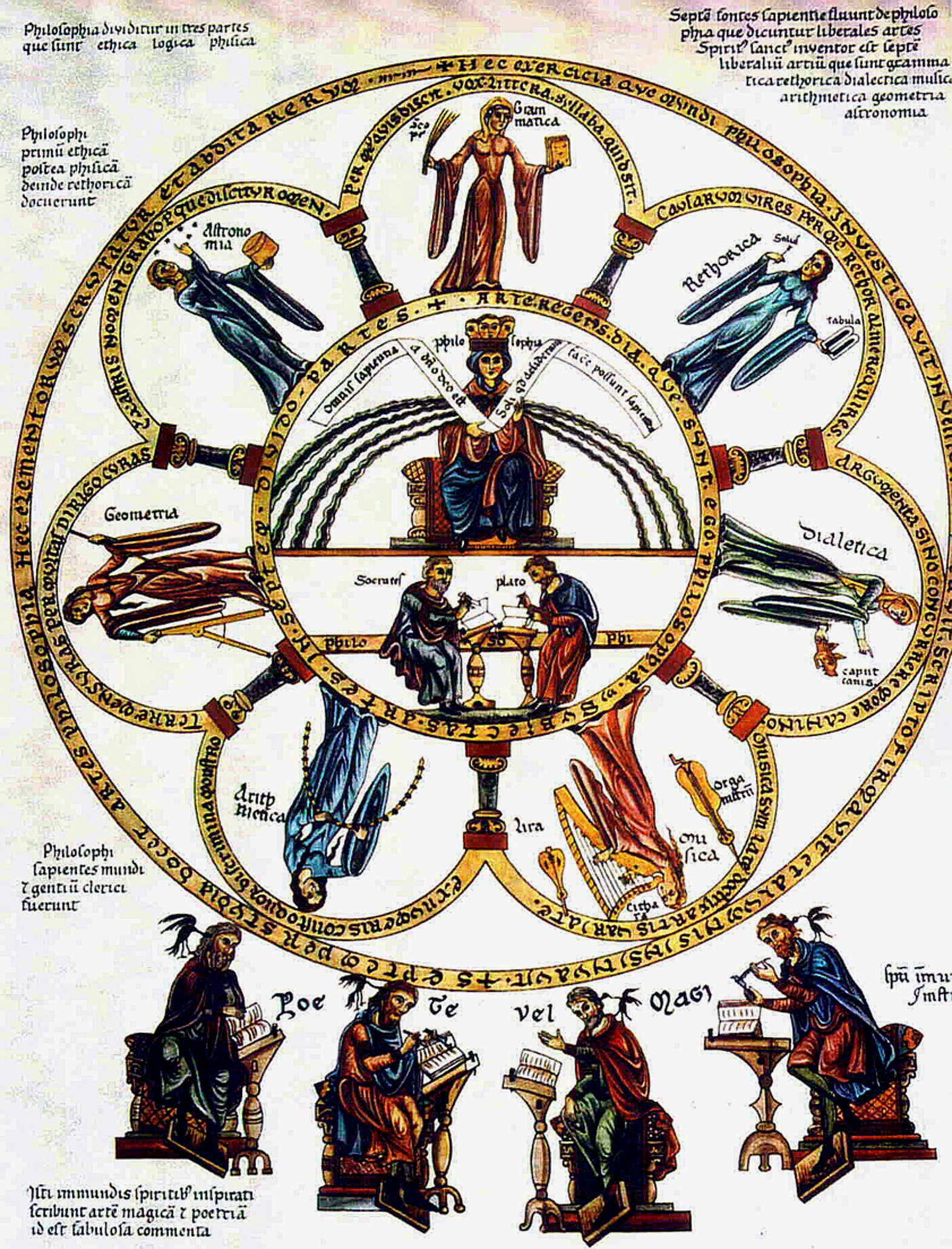
Représentation du XIIe siècle : les sept arts libéraux entourent la philosophie, qui trône en compagnie de Socrate et Platon.

Les traits les plus remarquables de la renaissance du XIIe siècle concernent d'abord les structures de l'éducation, et ce qui est parfois qualifié de « révolution scolaire », qui aboutira au XIIIe siècle à la naissance des universités. À Bec, en Normandie, sous saint Anselme, puis à Laon sous Anselme, élève du précédent, se prépare le grand essor des écoles urbaines. Cette floraison d'initiatives est notamment remarquable à Paris où des personnalités exceptionnelles animent les écoles. On retient d'abord Abélard, qui révolutionne la théologie par l'approche dialectique. Jean de Salisbury ensuite, auteur du fameux Policraticus, réflexion sur le pouvoir et la morale politique, et du Metalogicon, traité sur les études et source de première importance sur la vie intellectuelle de l'époque. Hugues de Saint-Victor enfin, qui renouvelle l'enseignement par une nouvelle classification du savoir, le Didascalicon, et une somme théologique majeure, le De Sacramentis.
Ailleurs, les études fleurissent aussi. À Chartres d'abord, où la figure la plus célèbre reste Bernard de Chartres, surtout connu par son élève Jean de Salisbury grâce à qui nous fut transmise la parole de Bernard, en particulier l'une des citations les plus connues du Moyen Âge : « Nous [les modernes] sommes comme des nains juchés sur des épaules de géants [les anciens]. Nous voyons mieux et plus loin qu'eux, non que notre vue soit plus perçante ou notre taille plus élevée, mais parce que nous sommes portés et soulevés par leur stature gigantesque ». Citons encore les écoles d'Orléans, Angers, Tours, sans oublier l'Angleterre (surtout Oxford), l'Allemagne (où continue l'activité de Trèves, de Cologne, de Mayence) et l'Italie (où se développe notamment l'école de Bologne).
Cette période de prospérité culturelle remarquable ne s'arrête pas là. Cette fois, tout un monde lié à la culture et à l'enseignement s'organise dans les villes d'Occident. Maîtres et élèves constituent pour la première fois un milieu social vivant, celui des « intellectuels » médiévaux évoqués par Jacques Le Goff. Un milieu dont les codes se fixent, notamment par la « licence d'enseigner » (licentia docendi) instaurée vers 1160 à l'initiative du pape Alexandre III. Un milieu riche de nouveautés (notamment l'essor de la théologie comme discipline à part entière, qu'Abélard est l'un des premiers à qualifier sous ce terme), de tendances diverses et de polémiques aussi, comme en témoignent les violents débats entre Abélard et saint Bernard. Enfin un milieu ouvert sur la culture classique et les auteurs du monde musulman (transmis par les traducteurs), sur le monde des laïcs, des cours (y compris épiscopales) et aussi de la politique (ce que montre notamment l'activité des goliards, poètes errants passant d'un protecteur à l'autre).